# Håbet (Magle)
Håbet er en komposition af Frederik Magle fra 2001 der beskriver Slaget på Reden. Værket består af to dele; begge dele for brassband, slagtøj og orgel og i anden del også kor. Teksten er fra Davids Salme nr. 27.
Musikken blev bestilt af Søværnets Operative Kommando og Reformert Kirke i København i anledning af 200-året for slaget på Reden og til minde om kommandøren for den danske flåde Olfert Fischer. Værket blev uropført den 1. april 2001 i Reformert Kirke af Søværnets Tamburkorps dirigeret af Ib Myrner, Reformert Kirkes kor dirigeret af Mikael Garnæs, og Frederik Magle selv på orgel.
Håbet er ikke udelukkende programmusik men rummer meget visuelle elementer i beskrivelsen af slaget. Slagtøjet spiller en særlig rolle og placeres både både foran og bagved publikum. Stortromme-slag "affyres" bag ved publikum og besvares af bækkener foran, og omvendt, frem og tilbage, hvilket giver indtryk af kanonkugler der flyver hen over hovedet på tilhørerne.
Frederik Magle har udtalt om tankerne bag musikken:
| Citat | Mit ønske med musikken har ikke været at forherlige det blodige slag, men derimod belyse det gennem musikken, og fremfor alt afsluttes værket med et håb om fred. | Citat |
|       | |       |

Håbet blev udgivet af Søværnet på albummet Søværnet Ønsker God Vind med Søværnets Tamburkorps live i 2005.

## Orkestrering
Original besætning:
- Messingensemble med 4 trompeter eller kornetter, 1 flygelhorn, 1 eller 2 valdhorn, 2 basuner, 1 euphonium og 2 tubaer
- 5 slagtøjsspillere
- Pauker
- Kor (SATB) – medvirker kun i anden sats.
- Orgel

Der findes også en udvidet udgave for fuldt besat brass band – følgende stemmer: 4 (eller flere) kornetter, 1 flygelhorn, 3 althorn, 2 barytoner, 2 tenorbasuner, 1 basbasun, 1 euphonium, 2 tubaer, 5 percussionister, pauker, kor og orgel.
Håbet er udgivet af Edition Wilhelm Hansen